# Мостіпан Олександр Олексійович
Олександр Олексійович Мостіпан — український підприємець агропромислового комплексу, Герой України.

## Життєпис
Народився 9 лютого 1959 року в с. Зеленьки, Миронівського району, Київської області.
У 1982 році закінчив Казанський авіаційний інститут. Захистив кандидатську дисертацію, за фахом «Теплофізика та молекулярна фізика» в 1990 році — кандидат технічних наук.
Працював на Казанському авіаційному моторобудівному об'єднанні. Починав майстром, згодом став заступником начальника цеху.
У 1996 році почав займатися аграрним бізнесом в Україні. Узяв у оренду 500 га землі в Переяслав-Хмельницькому районі Київської області і створив асоціацію «Нива Переяславщини», що займається вирощуванням зернових культур. На сьогодні компанія орендує 24 тисячі га землі і володіє контрольним пакетом акцій Переяславського комбінату хлібопродуктів.
Окрім вирощування пшениці і кукурудзи, Мостіпан робить ставку на тваринництво (свиней) — будує свинокомплекси по данських технологіях, закуповувавши в Данії поголів'я і устаткування. «Нива Переяславщини» перша в Україні почала будувати сучасні комплекси по вирощуванню свиней. Компанія в 2021 році вийде на виробництво більш ніж 500 тисяч товарних свиней на рік і продовжує будувати комплекси.
У 2009 році «Нива Переяславщини» отримала свідоцтво на власну торгову марку для м'ясних і ковбасних виробів «П'ятачок». Окрім цього агрокомплекс «Нива Переяславщини» створює і власну мережу магазинів з продажу м'яса, які так і називаються «П'ятачком».http://niva — group.com

## Нагороди
- Звання «Герой України» з врученням ордена Держави (19 серпня 2009) — за визначні особисті заслуги перед Українською державою у розвитку агропромислового комплексу, високі трудові досягнення та багаторічну сумлінну працю[1]
- Орден «За заслуги» III ст. (30 листопада 2005) — за вагомий особистий внесок у розвиток агропромислового комплексу, досягнення високих показників у виробництві та переробці сільськогосподарської продукції, збереження навколишнього середовища[2]
- Почесний громадянин Яготина (2020)